# Naked number one
Naked number one är den svenske sångaren Thomas Di Levas sjunde studioalbum, släppt 1993. Samtliga sånger är skrivna och komponerade av Di Leva. Naked number one är Di Levas första engelskspråkiga studioalbum.

## Låtlista
1. Naked number one
2. Mr. Thomas
3. Hell is made of love
4. Adam & Eve
5. Keep on dying
6. Never! (The beggar song)
7. To the fairytale
8. Spaceflower (part 1)
9. Time is a crime (11:11)
10. Spaceflower (part 2)
11. I'm not alone
12. Hiding behind water
13. Goddess of earth

## Medverkande
- Thomas Di Leva – sång, gitarr, keyboard, flöjt
- Ulf Ivarsson – elbas
- Raymond King – cello
- Christer Björklund – trummor
- Jörgen Cremonese – gitarr
- Håkan Nilsson – keyboard
- Ellen Andersson – violin, sång, flöjt